# Gare de Mondonville
La gare de Mondonville était une gare ferroviaire française, située sur le territoire de la commune de Mondonville, dans le département de la Haute-Garonne, en région Occitanie.
C'était une halte, mise en service en 1903 par la CFSO, et définitivement fermée au trafic des voyageurs et des marchandises en 1946. Situé sur une section déclassée et déferrée, le bâtiment est toujours présent et réaffecté pour une utilisation privée.

## Situation ferroviaire
Établie à 182 mètres d'altitude, la gare de Mondonville était située au point kilométrique (PK) 16,4 de la ligne de Toulouse à Cadours, sur la branche vers Lévignac.
Gare fermée située sur une section de ligne déclassée.

## Patrimoine ferroviaire
L'ancien bâtiment voyageurs est devenu une habitation privée. Le panneau de l'ancienne gare est toujours partiellement visible.
Les anciennes emprises ferroviaires sont devenues un chemin de terre piétonnier.